# Samy Bourard
Samy Bourard, né le 29 mars 1996 à Liège en Belgique, est un footballeur belgo-marocain qui joue au poste de milieu de terrain ou d'attaquant.

## Biographie

### En club
Samy Bourard débute le football au Saint-Trond VV, avant de signer dans le club amateur du CS Visetois. Il intègre ensuite le centre de formation du RSC Anderlecht. En UEFA Youth League, il fait de remarquables prestations, avec notamment des buts face au Borussia Dortmund, face au FC Porto ou encore face au Chakhtar Donetsk. Malgré cela, Samy Bourard ne parvient pas à atteindre l'équipe première du RSC Anderlecht.
Le 31 août 2016, il retourne et s'engage librement au Saint-Trond VV en Jupiler Pro League. Sous les ordres d'Ivan Leko, il ne dispute aucun match, et se voit même relégué en équipe B. À la suite de l'arrivée du nouvel entraîneur Jonas De Roeck, il fait ses débuts professionnels le 4 novembre 2017, lors d'un match de championnat face au KAS Eupen (partage, 4-4). Toutefois, à la suite de nombreuses blessures à répétition, il ne dispute que cinq matchs en deux saisons sous le maillot de Saint-Trond.
Le 31 août 2018, il signe un contrat de trois saisons au FC Eindhoven. 
Le 15 mars 2019, il se met en évidence en étant l'auteur d'un doublé en deuxième division, sur la pelouse de l'équipe réserve du FC Utrecht. La saison suivante, il marque un nouveau doublé en deuxième division, contre lors de la réception du  SC Telstar. Il inscrit un total de neuf buts en championnat cette saison là.

### En sélections nationales
À compter de 2012, il est sélectionné avec les Belgique des moins de 17 ans. En 2013, il inscrit deux buts avec cette équipe, lors de matchs amicaux contre la Norvège et la Croatie.

## Statistiques

### En club
| Saison                | Club                  | Championnat           | Championnat | Championnat | Championnat | Coupe(s) nationale(s) | Coupe(s) nationale(s) | Coupe(s) nationale(s) | Autres compétitions | Autres compétitions | Autres compétitions | Autres compétitions | Total | Total | Total |
| Saison                | Club                  | Division              | M.          | B.          | P.d.        | M.                    | B.                    | P.d.                  | Comp.               | M.                  | B.                  | P.d.                | M.    | B.    | P.d.  |
| 2017-2018             | Saint-Trond VV        | Division 1A           | 2           | 0           | 0           | 0                     | 0                     | 0                     | PO2                 | 3                   | 0                   | 0                   | 5     | 0     | 0     |
| 2018-2019             | FC Eindhoven          | Eertse Divisie        | 31          | 4           | 2           | 1                     | 0                     | 0                     | -                   | -                   | -                   | -                   | 32    | 4     | 2     |
| 2019-2020             | FC Eindhoven          | Eertse Divisie        | 28          | 9           | 1           | 3                     | 4                     | 0                     | -                   | -                   | -                   | -                   | 31    | 13    | 1     |
| Sous-total            | Sous-total            | Sous-total            | 59          | 13          | 3           | 4                     | 4                     | 0                     | -                   | -                   | -                   | -                   | 63    | 17    | 3     |
| 2020-2021             | ADO La Haye           | Eredivisie            | 17          | 3           | 1           | 2                     | 0                     | 0                     | -                   | -                   | -                   | -                   | 19    | 3     | 1     |
| 2020-2021             | Fehérvár FC           | NB I                  | 5           | 0           | 0           | 1                     | 0                     | 0                     | -                   | -                   | -                   | -                   | 6     | 0     | 0     |
| 2021-2022             | ADO La Haye           | Eertse Divisie        | 32          | 8           | 1           | 3                     | 0                     | 0                     | PO                  | 3                   | 0                   | 1                   | 38    | 8     | 2     |
| 2022-2023             | Hapoël Hadera         | Ligat HaAl            | 25          | 6           | 3           | 1                     | 1                     | 0                     | PO                  | 7                   | 3                   | 0                   | 33    | 10    | 3     |
| 2022-2023             | Hapoël Hadera         | Ligat HaAl            | 21          | 0           | 2           | 1                     | 0                     | 0                     | PO                  | 5                   | 1                   | 1                   | 27    | 1     | 3     |
| Sous-total            | Sous-total            | Sous-total            | 46          | 6           | 5           | 2                     | 1                     | 0                     | -                   | 12                  | 4                   | 1                   | 60    | 11    | 6     |
| 2024-2025             | Oțelul Galați         | SuperLiga             | 10          | 0           | 0           | 1                     | 1                     | 0                     | PO                  | 9                   | 1                   | 2                   | 20    | 2     | 2     |
| Total sur la carrière | Total sur la carrière | Total sur la carrière | 171         | 30          | 10          | 13                    | 6                     | 0                     | -                   | 27                  | 5                   | 4                   | 211   | 41    | 14    |

## Palmarès

### En club
|  |  | RSC Anderlecht -19 ans - Tournoi de Viareggio : - Finaliste : 2014. |